# 徐維嶽
徐維嶽，曾任臺灣雲林地方檢察署檢察官，因涉貪瀆、濫權等罪行遭起訴和彈劾。一審被臺灣雲林地方法院判處無期徒刑以及褫奪公權終身，是臺灣史上少數因貪瀆而被判重刑的司法官。自2005年被檢方起訴起即遭中華民國法務部停職，往後數年間曾多次請求復職和申請轉任律師。

## 生平
- 徐維嶽於國立中正大學犯罪防治研究所畢業、法務部司法官訓練所第三十七期結業，1999年6月15日奉派至雲林地方檢察署擔任檢察官，2005年8月25日調往澎湖地方檢察署任職薦任八職等至九職等檢察官。2005年2月，曾因指揮警方逮捕槍擊要犯黃村犯罪集團人士，遭潛逃中國大陸的黃村恐嚇[1]。

- 2004年12月，徐維嶽為圖謀偵辦立法委員選舉賄選案件獎金，夥同二哥女友張秀嘉擔任賄選案匿名檢舉人，誣陷雲林縣虎尾鎮惠來里里長周世龍為親民黨立法委員陳劍松從事賄選。2004年12月8日，捏造不實檢舉筆錄後，徐維嶽率領十餘名警務人員及調查員至周世龍住處進行搜索，並將周世龍強制拘提回雲林地檢署。其後徐維嶽脅迫周世龍，若交出兩名選民，且承認向該二人買票，將會向法院求處拘役，繳完罰金後不影響日後參選資格；但若周世龍不從，就要予以收押。擔心被羈押的周世龍遂找來妹婿和好友，向徐維嶽認罪。後來徐維嶽持虛偽的筆錄對周世龍等三人提訴，周世龍遭法院判有期徒刑三月、緩刑兩年、褫奪公權一年，其他兩人各判有期徒刑兩月、緩刑兩年、褫奪公權一年。三人因判決超出預料而向法院提起上訴，進而查出徐維嶽涉嫌濫權貪瀆[2]。

- 2005年9月，徐維嶽因涉嫌在雲林地檢署期間任職，利用辦案機會向多名嫌疑犯索賄，取得新臺幣數百萬元賄款後再依職權予以不起訴處分，而被羈押禁見。包括大哥徐寶巖、二哥徐寶瑩、大嫂李盟惠等家人皆有涉案嫌疑。自羈押之日起，法務部即依《公務員懲戒法》停止徐維嶽職務[3]。

- 徐維嶽交保獲釋後，以刑案尚未定讞為由向法務部申請復職，遭否准[4]；轉向台北高等行政法院提起行政訴訟，遭判決駁回[5]。2009年6月19日，徐維嶽因誣陷周世龍案遭監察院以「嚴重戕害人權，斲傷檢察官形象」為由彈劾[6]。2009年7月，徐維嶽以其具有實任檢察官之資格，向考選部申請專門職業及技術人員高等考試律師考試（律師高考）全部科目免試，遭考選部以律師須有職業倫理、道德操守等理由拒絕[7]；中華民國最高行政法院於2011年5月12日駁回徐維嶽的上訴，成為罕見的檢察官轉任律師遭駁回的案例[8]。

- 2006年8月，徐維嶽因貪污案被雲林地方法院判處無期徒刑[9]。2009年8月，台南高分院二審改判有期徒刑二十年（徐所犯的四條罪——收受不正利益、收受賄賂、勒索、詐取財物——總刑期為五十四年）[10]。

- 2013年6月，中華民國最高法院維持台南高分院更一審見解，判處徐維嶽有期徒刑20年、併科罰金新臺幣500萬元、褫奪公權10年，全案定讞。

## 偵辦過的重大案件
- 曾偵辦受全國矚目的職棒簽賭案（黑熊事件）、黃村集團槍擊案。

## 司法審判時程及結果
裁判案由：貪污等／違反貪污治罪條例
起訴案號：臺灣雲林地方法院檢察署94年度偵字第3912、4093、4441、4459號；追加起訴案號：臺灣雲林地方法院檢察署95年度偵字第125號
- 2006年8月22日，雲林地方法院一審宣判，處徐維嶽無期徒刑，併科罰金新臺幣一千萬元，褫奪公權終身[9]。

- 2009年8月25日，台南高分院二審改判有期徒刑二十年，罰金新臺幣一千萬元，褫奪公權十年[10]。

- 2012年4月3日，台南高分院更一審改判有期徒刑二十年，罰金新臺幣五百萬元，褫奪公權十年[11]。

裁判案由：瀆職
起訴案號：臺灣雲林地方法院檢察署95年度偵字第1585、2354號
- 2007年9月21日，雲林地方法院一審宣判，處徐維嶽有期徒刑五年，減為兩年六月[2]。

- 2013年4月11日，台南高分院更三審宣判，徐維嶽犯濫權追訴罪，處有期徒刑四年，減為有期徒刑兩年[12]。